# Ambientador

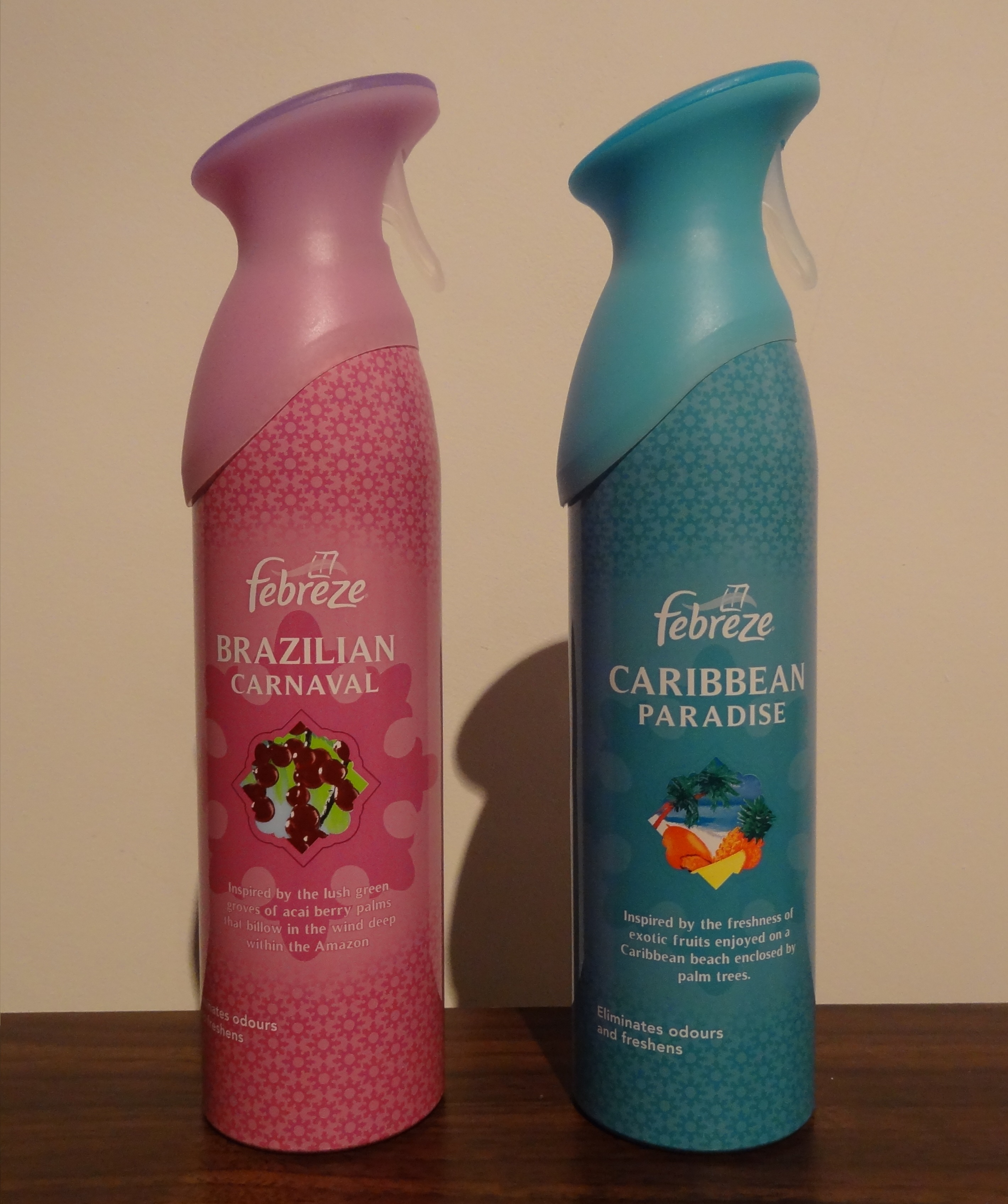
Ambientadors de la marca Febreze

Un ambientador és tant la substància o compost orgànic aromàtic que perfuma un ambient com el recipient que serveix per contenir aquest element. Si bé, des de l'origen del seu ús i durant segles, les substàncies utilitzades per perfumar un ambient eren exclusivament d'origen vegetal (resines, olis essencials, flors), molts dels ambientadors moderns utilitzen productes químics sintètics que faciliten la seva dispersió i evaporació barrejats amb d'altres d'origen vegetal. Alguns ambientadors poden ser tòxics, especialment aquells que necessiten calor per difondre l'aroma –com olis de cremar, encens i espelmes perfumades– que empitjoren la qualitat de l'aire, ja que emeten nivells excessius de substàncies tòxiques, al·lergògenes o contaminants.
En molts casos, malgrat les seves suposades característiques desodoritzants, els ambientadors es limiten a emmascarar, a força de perfums més o menys intensos, les olors desagradables d'un determinat lloc.

## Història
L'ús de perfums és tan antic com la humanitat. Alguna cosa tan senzilla com omplir una cambra amb l'aroma d'unes flors fresques podria considerar-se una forma arcaica de l'actual ambientador. L'encens, juntament amb els olis perfumats –per a ús corporal–, és probablement l'ambientador més antic elaborat per l'ésser humà. El seu ús està documentat uns quants segles abans de Crist; apareix en jeroglífics egipcis i s'esmenta en diverses ocasions a la Bíblia.
Amb l'arribada dels àrabs a Espanya la perfumeria es va estendre per la resta d'Europa. Els països mediterranis comptaven amb el clima adequat per al cultiu de flors i plantes aromàtiques, principalment el gessamí, l'espígol i la llimona, per la qual cosa les costes d'Espanya, França i Itàlia es van veure de sobte envoltades de plantacions els fruits de les quals eren aprofitats pels àrabs, fent del perfum la principal eina del seu comerç.
Pel que fa a l'orient, el perfum és introduït al Japó a través de la Xina, que ja comptava al segle vi amb grans artesans de la jardineria natural que destinaven part de les seves collites al premsatge de pètals per a la fabricació de perfums.

### Composició química i toxicitat
Alguns dels ambientadors contenen substàncies químiques tòxiques; en bastants casos, són els dissolvents que destaquen per la seva volatilitat:
- Formaldehid: classificat a escala europea com a possible carcinogen i com carcinogen per la IARC i la NTP.[4]
- Fenol: pot causar alteracions clíniques inespecífiques.[5]
- Ftalats o èsters de l'àcid ftalàtic: família de compostos, alguns dels quals poden tenir efectes sobre la fertilitat[6]
- Benzè és un compost aromàtic cancerigen.[7]
- Terpens, aromatizadors naturals de moltes plantes (de l'escorça del pi o dels cítrics). La seva intoxicació es produeix per ingestió.[7]
- Naftalè, substància sòlida de color blanc que se sublima fàcilment; s'usa principalment contra les arnes. La intoxicació amb aquesta substància destrueix els glòbuls vermells.[7]

En cas d'ingestió, es pot produir una intoxicació, la gravetat de la qual depèn de l'ambientador i la quantitat ingerida. La perillositat de molts d'aquests compostos està associada al seu conegut caràcter de disruptors endocrins.
La preocupació pels efectes adversos que certs ambientadores poden tenir sobre les persones, especialment aquelles que pateixen asma o al·lèrgies, ha portat a diverses autoritats de països com els Estats Units o el Canadà a implementar polítiques de foment dels espais lliures d'olors (fragrance-free policies). Així l'Associació Nord-americana del Pulmó va emetre una recomanació en aquest sentit per als col·legis i el Centre Canadenc d'Higiene i Seguretat en el Treball va fer el mateix per als centres de treball.

## Presentacions dels ambientadors
Es presenten en diversos formats que depenen bàsicament del sistema de difusió. Alguns exemples són:
- Varetes d'encens
- Oli essencial
- Espelma perfumada
- Aerosol amb propel·lent
- Polvoritzador
- Tires de cartó impregnades
- Varetes de fusta (en ambientador líquid)
- Difusors per aire (per a cotxes)
- Difusores d'endoll (ambientador líquid)

## Perfums i tipus d'ambientador
Els perfums estan creats per matèries primeres secundàries com per exemple pètals de flors, escorces, llavors, etc., i a partir d'aquestes es creen els ambientadors. L'ambientador desprèn diversos tipus de perfums, diferents olors, i aquests aconsegueixen estimular el sentit de l'olfacte de l'ésser humà. Quan el sentit de l'olfacte de l'ésser humà percep una olor, una fragància agradable, la nostra funció nasal s'activa encara més. Aquestes aromes que desprèn l'ambientador, s'aconsegueixen a través de productes naturals.
Quan parlem d'ambientadors podem fer-ho de molts tipus. També, cada vegada hi ha més models d'ambientadors en el mercat. Destaquen els ambientadors líquids. El seu funcionament és molt senzill i es basa en l'expulsió d'una alta concentració d'essències essencialment per aromatitzar l'aire. Per exemple, si tenim un ambientador de 100 ml, pot arribar a tenir en un rendiment de 1600 pulsacions, i amb una pulsació podem aromatitzar una zona de 2 metres quadrats. Per això els ambientadors duren tant, ja que el seu consum és mínim i el seu rendiment és màxim. En un espai tancat pot durar 12 hores aproximadament. Tots els ambientadors estan constituïts principalment per diversos tipus d'olis essencials i essències aromàtiques. Els llocs on predominen més els ambientadors són en els banys i en els cotxes.